# Toyota
För den japanska staden Toyota, se Toyota (stad).
Toyota Motor Corporation, japanska: トヨタ自動車株式会社, hepburn: Toyota Jidōsha KK, är en japansk multinationell, och världens största, fordonskoncern med huvudsäte i staden Toyota där företaget startades av familjen Toyoda den 28 augusti 1937. Toyota är världsledande inom  elektrifiering genom tillverkning och produktion av elhybridbilar vilket inleddes 1997 då Toyota Prius, världens första massproducerade elhybridbil introducerades och företaget har idag 39 elhybridmodeller i produktion och 5 elbilsmodeller samt bränslecellsmodellen Mirai. Första batteridrivna elbilen RAV4 EV lanserades 1996 och serieproduktionen av bränslecellsmodellen Mirai startade 2015.

## Historia
Föregångaren till Toyota startades av Sakichi Toyoda redan på 1800- talet som en vävstolsfabrik som revolutionerade textilindustrin i Japan. Hans fabrik var lönsam och 1918 skapade han Toyoda Spinning and Weaving Company. Vävstolarna var utmärkta men Sakichi ville mer och uppfann världens första automatiska vävstol.  1929 köpte världens största tillverkare av vävstolar, Platt Brothers i England, Sakichis patent för 100 000 pund. Försäljningen öppnade upp för en helt ny typ av verksamhet, Toyota Motor Company som grundades 1937 av Sakichis son Kiichiro Toyoda.
Under andra världskriget tillverkade Toyota lastbilar för den japanska krigsmakten.
Efter andra världskriget slog Toyota igenom och blev Japans största biltillverkare. 1957 lyckades Toyota Crown att ta sig in på den amerikanska marknaden. Europas första Toyota kom 1963. Till en början etablerade man sig i länder utan ett inhemskt bilmärke, som till exempel Danmark.
År 1983 bestämde sig Toyotas vd, Eiji Toyoda att tiden var rätt att starta ett nytt lyxbilsmärke. Serieproduktionen av Toyotas lyxbilsdivision Lexus startade 1989 och finns idag i mer än 60 länder fördelat på elva modeller. I Europa finns åtta modeller med hybridteknik.
Den miljonte Europa-sålda bilen levererades 2000. Idag säljs Toyota i 170 länder och har cirka 3 500 återförsäljare i Europa  
År 2005 passerades en milstolpe då Toyota (inklusive dess dotterbolag Daihatsu och Hino) för första gången någonsin tillverkade fler fordon än amerikanska Ford (och dess dotterbolag) som tidigare varit världens näst största biltillverkare efter General Motors, och under året därpå tillverkade Toyota även fler fordon än General Motors och har varit världens största biltillverkare sedan dess, utom år 2011 då Toyota på grund av tsunamin i Japan endast var den tredje största efter General Motors och tyska VW-koncernen.
2010 återkallade Toyota ungefär 9 miljoner bilar på grund av misstankar om felaktiga gaspedaler. I april 2010 gick Toyota med på att betala rekordhöga böter i USA på 16,4 miljoner dollar för att de inte informerat om eventuella påstådda defekter i vissa av sina fordons gaspedaler. Medan företaget förnekade att de hade känt till och dolt några fel, så erkände man att det hade kunnat skött frågan bättre.
I sin slutliga oberoende rapport som utfördes av NASAs expeter efter att ha granskat över 280 000 rader mjukvarukod och gjort otaliga tester och påfrestningar av Toyotas gaspedaler och elsystem inklusive hård elektronisk strålning även på bilar som varit inblandade i olyckor slog NASA fast att det inte fanns några mekaniska eller elektriska fel överhuvudtaget på Toyotas bilar och att oavsiktligt accelererande bilar isåfall beror på lösa ej fastsatta golvmattor av fel modell eller förarfel.
2019 etablerade Toyota företaget Kinto i Japan. I Japan tillhandahåller företaget möjligheten att leasa en Toyota eller Lexus genom programmen Kinto One och Kinto Select, medan i andra delar av världen är det mer känt för bilpoolstjänsten Kinto Share. Kinto Share kom till Sverige sommaren 2020.

## Toyota i Amerika
I USA har Toyota haft stora framgångar och tillhör de mest sålda bilarna. Toyota Camry har haft stora framgångar och har under flera år toppat de amerikanska försäljningslistorna. Därtill har Toyota haft framgångar med sin miljöbil Toyota Prius.

## Toyota i Europa
Toyota började att sälja bilar i Europa år 1963 och startade en lokal europeisk tillverkning i Portugal år 1971. Två bilar skickades på prov till Finland våren 1962, och märket introducerades till pressen i landet den 15 oktober samma år. Importen började på allvar när danska Erla Auto Import tog in 400 Toyota Crown 1963. Erla fick rätt att sälja Toyotor även i Sverige och Norge. Produktionen i Storbritannien började år 1992. I Frankrike och Turkiet tillverkades de första bilarna 2001 respektive 2002. Under 1970-talet sålde Toyota allt bättre i Europa och man började på allvar utmana de europeiska och amerikanska tillverkarna. Bilmodellerna med Corolla i spetsen blev verkliga storsäljare över hela världen. Sportbilen Toyota Celica blev en varumärkesbyggare för Toyota.
År 2016 tillverkar Toyota bilar i sju europeiska länder (Storbritannien, Turkiet, Frankrike, Polen, Ryssland, Tjeckien och Portugal). I mitten av april 2016 hade det tillverkats sammanlagt tio miljoner bilar i de europeiska fabrikerna och närmare tre av fyra av de Toyotabilar som säljs i Europa är även tillverkade där.
Toyota har successivt ökat sina marknadsandelar allt mer i Europa och har år 2024 klättrat upp till Europas näst mest sålda bilmärke där enbart Volkswagen säljer mer på dess hemma marknad.

## Toyota i Sverige
Toyota kom via Danmark till Sverige 1964. Samma år beställde en lokal återförsäljare i Landskrona vid namn Scanmobil Sveriges 20 första Toyota-bilar av årsmodell - 64 från importören i Danmark. Modellen hette Toyota Crown. 
Toyota Corolla blev genombrottet på den svenska marknaden. Modellen var annorlunda med växelspak på golvet istället för vanlig rattväxel, större motor och ytterst få reparationer. Några år senare kom sport- och personbilen Toyota Celica.
Toyota har 64 återförsäljare runtom i Sverige.

## Bilmodeller

### Aktuella modeller
- Toyota Aygo - Småbilsklass

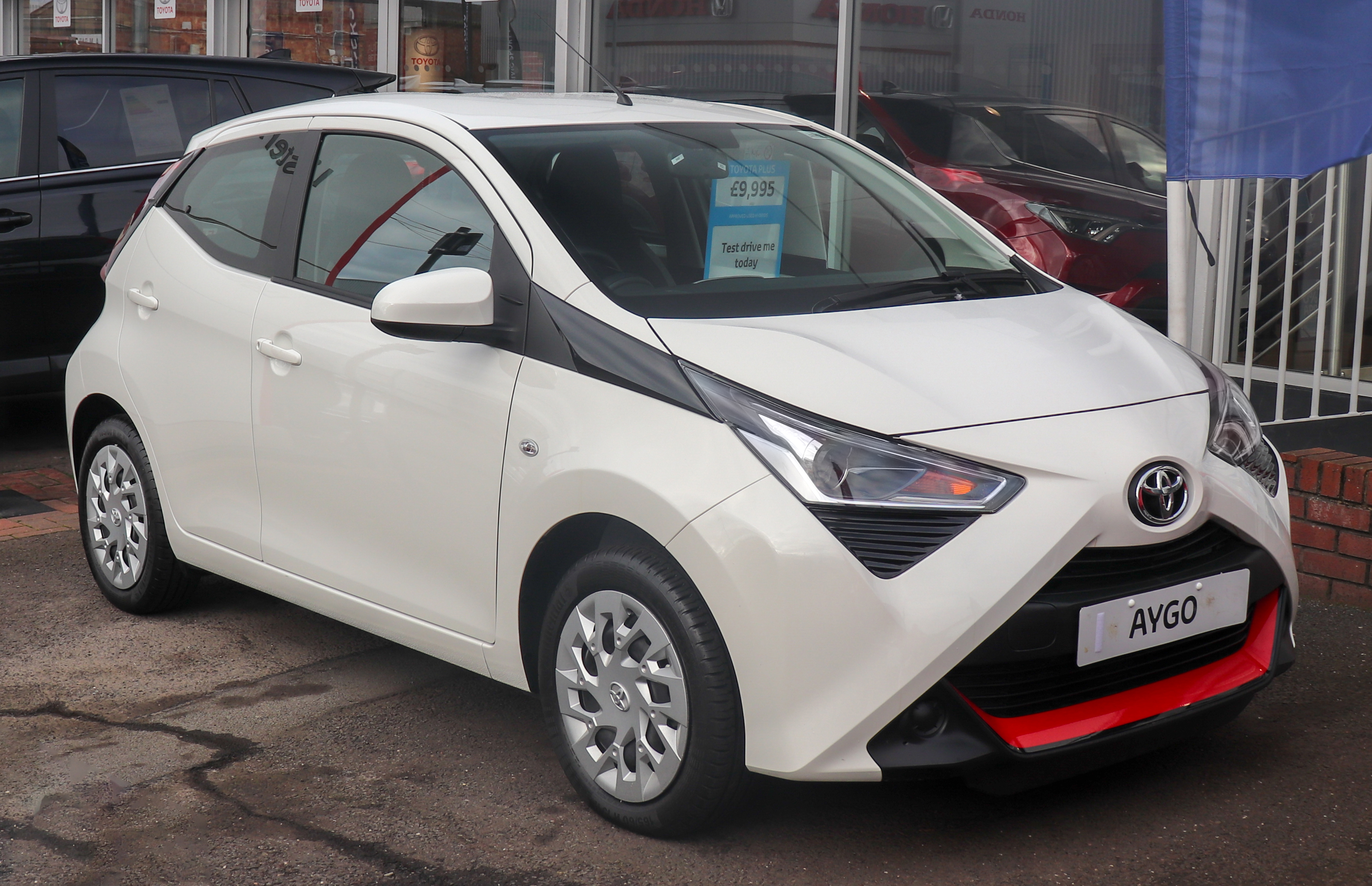
Toyota Aygo 2018

- Toyota Avensis - Sedan eller kombi
- Toyota Auris / Auris Hybrid / Auris Touring Sports / Auris Touring Sports Hybrid - Små familjebilklass
- Toyota C-HR - Hybrid-suv
- Toyota Camry 2019
- Toyota Corolla E210
- Toyota Land Cruiser 150
- Toyota GT86 - Kompakt sportbil
- Toyota Hilux - Pickup i mellanklass
- Toyota Mirai - Bränslecellsbil
- Toyota Prius- Hybridbil
- Toyota Prius Plug-in Hybrid - Laddningshybrid
- Toyota Prius+ - Hybridbil
- Toyota ProAce - Transportbil
- Toyota RAV4 / Toyota RAV4 Hybrid - Mellanklass SUV
- Toyota Yaris WRC

- Toyota Yaris / Yaris Hybridfordon - Småbilsklass

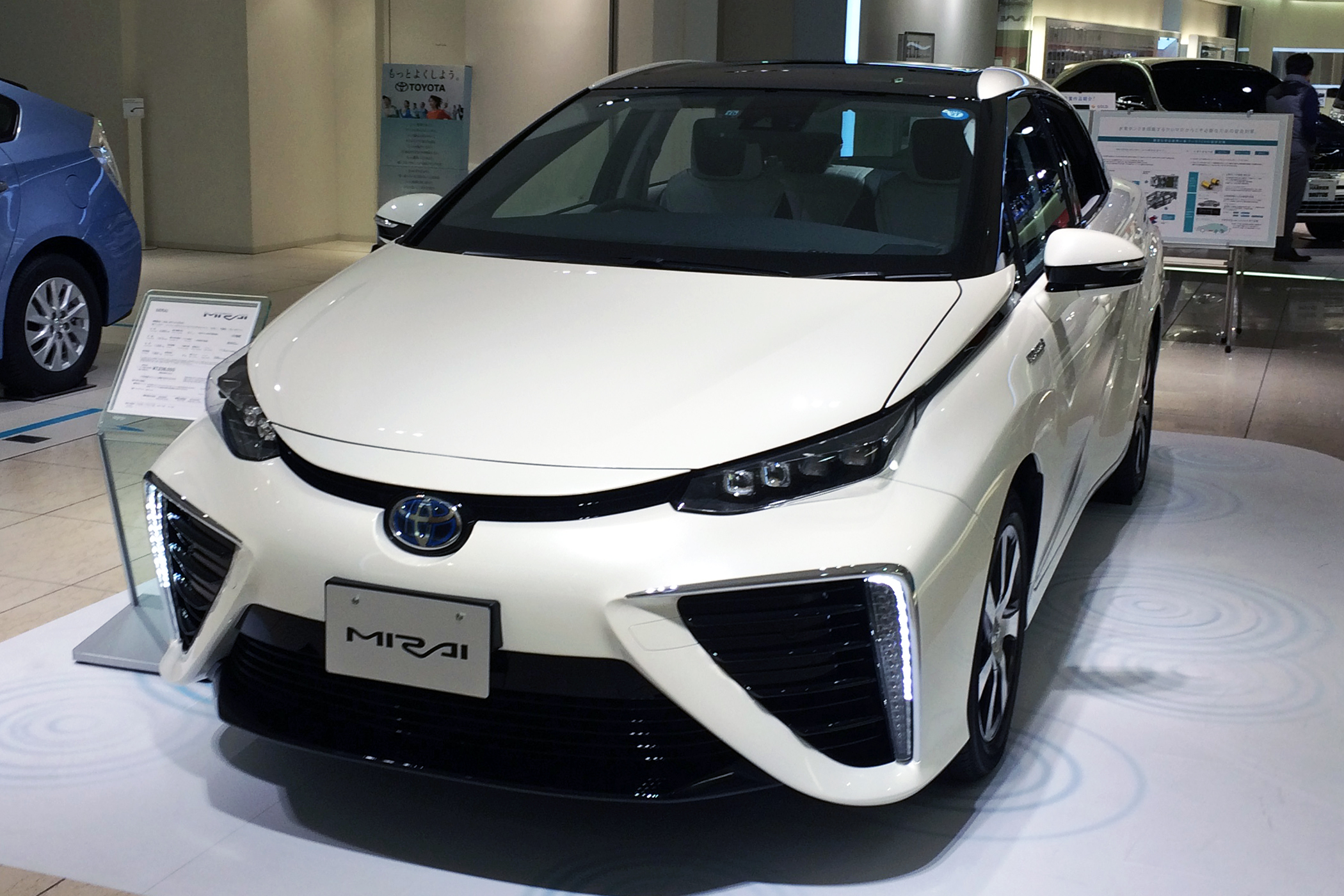
Toyota Mirai - Bränslecellsbil

- Toyota Verso - Familjebuss
- Toyota GR Supra

### Historiska bilmodeller
- Toyota Auris
- Toyota Camry
- Toyota Carina - Mellanklass-sedan
- Toyota Celica - Sportcoupé
- Toyota Celica Supra

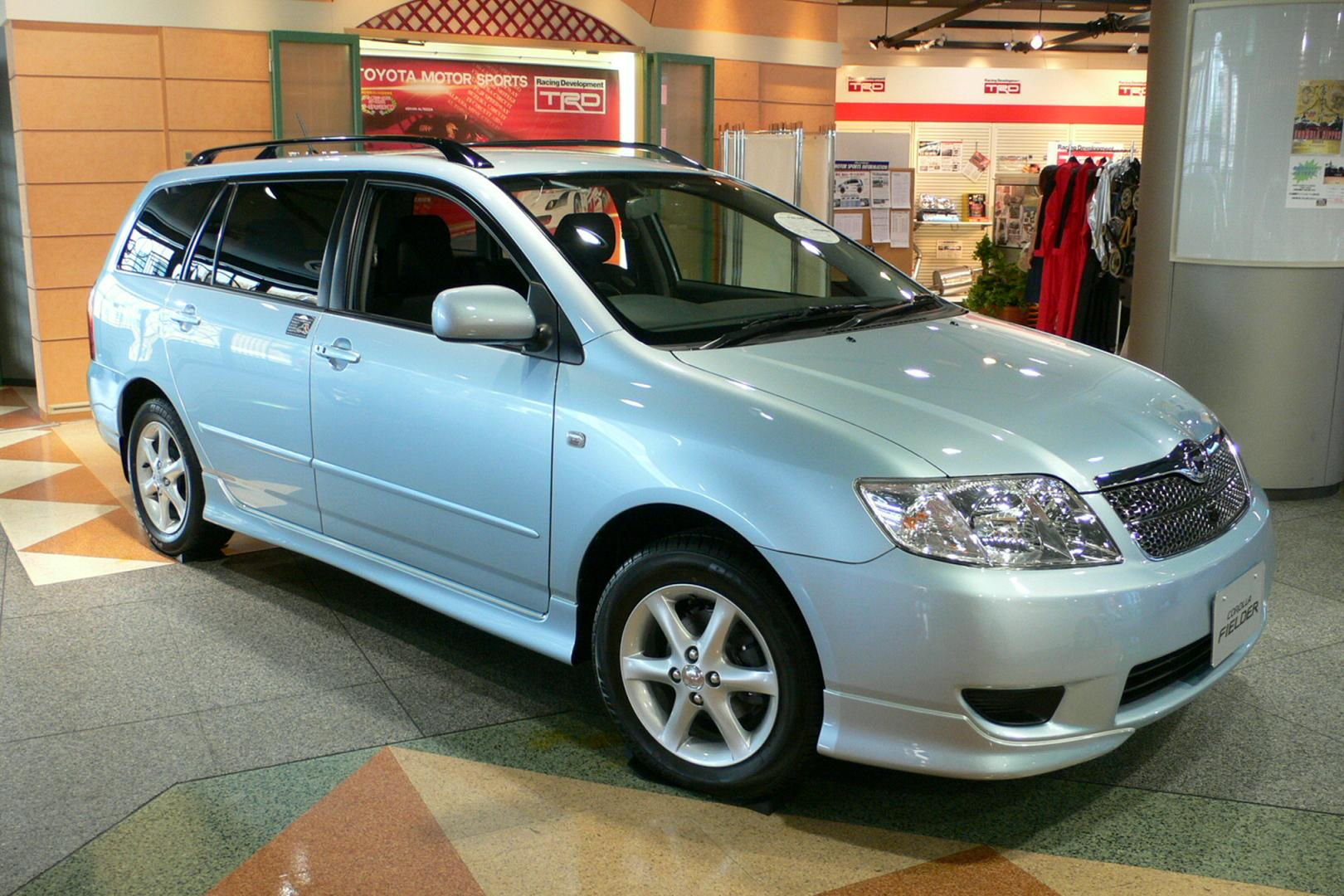
Toyota Corolla Fielder 2004

- Toyota Corolla - Små familjebilklass
- Toyota Corona - Personbil
- Toyota Cressida - Medelstor personbil
- Toyota Crown
- Toyota Hiace
- Toyota iQ - Småbilsklass
- Toyota Model F
- Toyota MR2 - Tvåsitsig sportbil med mittmotorToyota Corona 1983

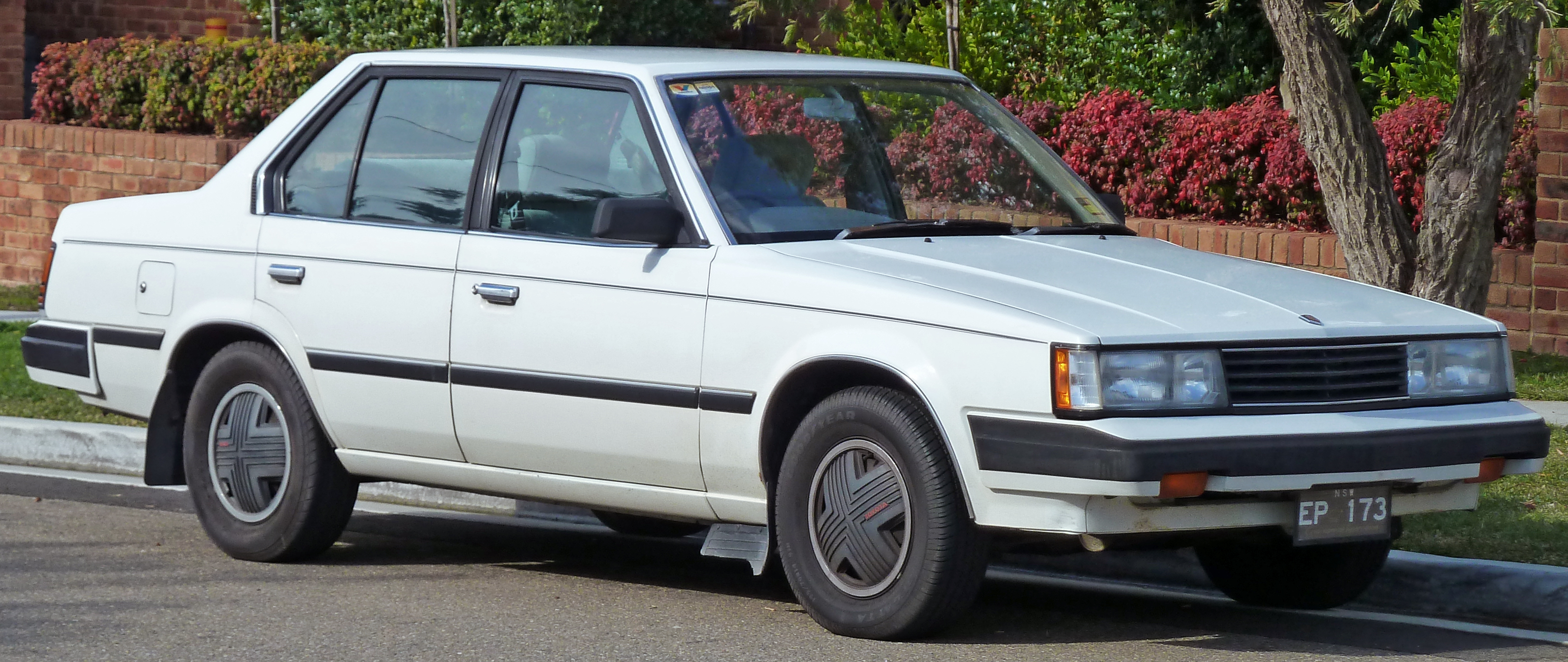
Toyota Corona 1983

- Toyota Previa - MPV
- Toyota Sequoia
- Toyota Starlet
- Toyota Supra
- Toyota Tercel
- Toyota Urban Cruiser
- Toyota Verso-S
- Toyota Verso-S City
- Toyota Yaris Verso

### Modellutveckling
Till en början anklagades Toyota och andra japanska tillverkare för att enbart göra kopior av europeiska och amerikanska bilar. Ord som "riskokare" användes ofta nedsättande om modellerna. Toyota har genom historien blandat enkla "folkbilar" som Corolla med mer större och sportigare modeller. På den amerikanska marknaden har de större modellerna som Crown och senare Camry haft framgång och globalt har Corollan varit en framgångssaga. 
Modellerna byttes under 1960– och 1970-talet relativt ofta ut speciellt jämfört ur ett europeiskt perspektiv med Volkswagen som den mest framgångsrika bilen. Under slutet av 1960-talet ville Toyota visa att man inte enbart tillverkade enkla bilar och lanserade en GT–modell som visade prov på japansk design och ingenjörskunnande ur ett annat perspektiv. Under början av 1970-talet följde Toyota Celica som blev en stor succé. 
Toyotas bilar har ofta hållit hög kvalité men ofta setts som intetsägande och tråkiga när det gäller bilarna i små– och mellanbilsklasserna. I slutet av 1990-talet försökte man råda bot på detta genom att gör om Corolla och lansera en modell med betydligt djärvare formgivning. Succén uteblev och man gick tillbaka till en mer strikt design. Modellerna har hela tiden hållit mycket hög kvalité.

## Produktion
Toyota är världens största biltillverkare och sålde 10,47 miljoner bilar 2017 och säljs i mer än 170 länder. Totalt sedan starten 1936 har Toyota tillverkat över 250 miljoner bilar. Samtliga 65 fabriker runt om i världen, liksom Toyota Sweden, är miljöcertifierade enligt ISO 14001. Sedan Toyota Prius kom som världens första masstillverkade hybrid 1997 har Toyota och infört tekniken i allt fler modeller och förbättrat den för varje generation och har i dag tillverkat över 25 miljoner hybrider. 
Alla Toyotas personbilsmodeller är energideklarerade.
Serieproduktionen av Toyotas lyxbilsdivision Lexus startade 1989. 
Toyota har 39 hybridmodeller i produktion samt bränslecellmodellen Mirai och flera elbilsmodeller. 
I Sverige säljs åtta Lexus-modeller, samtliga med hybridteknik eller elbilar. 

### Toyota Production System
En viktig del till Toyotas stora framgångar har företagets produktionssystem varit. Toyota Production System (TPS) har sitt ursprung i Toyotas tidigare huvudgren som var vävstolstillverkning. Sakichi Toyoda skapade en vävstol som stannade eftersom garnet gick av och sedan inte fortsatte producera felaktig väv. Detta har sedan varit grunden för det system som senare utvecklades vid Toyotas bilfabriker. Japanska nyckelord som Jidoka och Kaizen är vägledande begrepp som förklarar processens strävan efter kvalitet (Jidoka) och ständig förbättring (Kaizen). Toyotas mål är att få produktion optimerad genom att undvika felen från start och om de uppkommer direkt åtgärda dem. Vidare beställer man aldrig mer än som behövs till produktionen som på detta sätt hela tidens hålls "slimmad". Systemet har bidragit till en kostnadseffektivare produktion och bilar av mycket god långsiktig kvalité .

## Toyota Motorsport
Toyota tävlar framgångsrikt i rally och startade 2002 en satsning på Formel 1. I rally har man kunnat tävla med båda Corolla och Celica. Den förre rallyföraren Ove Andersson var fram till 2007 rådgivare åt Formel 1-stallet Toyota F1, vars största framgång hittills är Jarno Trullis andraplats i Malaysias Grand Prix 2005. 1998 och 1999 deltog man även i klassiska Le Mans 24-timmars med den mycket futuristiskt designade sportvagnen Toyota GT One. 
2009 lade Toyota ned satsningen på Formel 1 för att istället medverka i World Endurance Championship (WEC) 2012. Under ledning av fyrfaldige världsmästaren Tommi Mäkinen gjorde Toyotas team Toyota Gazoo Racing även comeback i Rally-VM 2017 med nya Yaris WRC . Teamet plockade hem sin första rallyvinst i den andra deltävlingen av FIA World Rally Championship 2017 .